# 11. etape af Tour de France 2013
Elvte etape af Tour de France 2013 er en 33 km lang etape der køres som en enkeltstart. Den bliver kørt onsdag den 10. juli fra Avranches til UNESCO Verdensarvsområdet Mont Saint-Michel i Normandiet. Etapen er den første ud af løbets to enkeltstarter.
Det er Mont Saint-Michel første gang som enten er start- eller målby for en etape i Tour de France, i mens det bliver Avranches tredje gang som vært for løbet.